# ラシャード・シングルトン
ラシャード・シングルトン（Rashaad Singleton、1987年5月22日 - ）は、
アメリカ合衆国フロリダ州出身のプロバスケットボール選手である。ポジションはセンター。

## 来歴
フロリダ州のキャンベルトン生まれ。Graceville High Schoolを経て2005年から2008年まではジョージア大学（NCAA Div I）で、2008年から2009まではフロリダサザン大学（NCAA Div II）でプレー。
ニューヨーク・ニックスサマーリーグチームのロスターとして、NBAサマーリーグにも参加した後、2009年9月にbjリーグの大分ヒートデビルズに入団。背番号は入団当初は14番で、11月に33番に変更。bjリーグ 2009-10レギュラーシーズンの全52試合に出場し、1試合平均2.73本（計142本）のブロックショットを記録して同部門で2位となった。また、ダンクシュートの成功本数でもリーグ4位の72本を記録した。
シーズン終了後に大分を退団した後はヨルダンのASUスポーツクラブやメキシコのアグアスカリエンテス・パンテラスに所属。
2011年9月、仙台89ERSに入団。bjリーグ 2011-12シーズンではレギュラーシーズン52試合中51試合に出場し、ブロックショットでリーグ2位の1試合平均2.94本（合計150本）を記録した。1試合平均得点は7.6点で、シーズンハイは66-64で勝利した2012年4月7日の浜松・東三河フェニックス戦で記録した25得点。2011-12シーズン終了とともに退団し、バーレーンのSITRA CLUBに移った。